# Predrag Azdejković
Predrag Azdejković (en serbio: Предраг Аздејковић; nacido el 15 de julio de 1978) es un activista serbio de derechos humanos LGBT, periodista, escritor, productor de cine y teatro. Azdejković es director del Centro de Información Gay Lésbico, editor en jefe de Optimist, la única revista gay serbia, productor de varios cortometrajes y documentales y varias obras de teatro galardonadas, todas dedicadas a la población LGBT. Es miembro de la Asociación de Periodistas de Serbia.

## Biografía
Predrag Azdejković nació el 15 de julio de 1978 en Leonberg, Alemania Occidental. Hasta los seis años vivió en Alemania y en 1984 se trasladó a Serbia, entonces parte de Yugoslavia. Es fundador del portal web GayEcho y fundador y editor en jefe de la única revista gay serbia Optimist, fue editor de la columna Rainbow en la guía mensual Yellow Cab y director y seleccionador del festival internacional de cine queer Merlinka, pero se vio obligado a dimitir cuando los financiadores amenazaron con retirarle la financiación después de que Azdejković comparara públicamente a un anciano golpeado bajo custodia policial en Serbia en 2024 hasta perder un testículo con el boxeador argelino Imane Khelif, diciendo que apoyaba la tortura policial de "enemigos del estado". 
Escribió para varios medios serbios como el diario Sutra, Borba, el portal web E-novine, el semanario Vreme, el mensual Status, y Beton.
Fue miembro del Comité Central de la Unión Socialdemócrata (SDU) desde 2009, convirtiéndose en el primer político gay autónomo en Serbia. En julio de 2011 renunció como miembro del Comité Central de la SDU y abandonó el partido debido a enfrentamientos con funcionarios de la colectividad.
En 2006 se convirtió en bloguero VIP en el blog B92. En 2006 fue coautor del libro Otros - De la construcción patriarcal a la política alternativa. Publicó el libro satírico Tiempo de hemorroides en 2011. En 2017 fue coautor del libro Tengo algo que decirte - Regreso de Brisbane y otras historias.

## Filmografía

### Cine
| Año  | Película                                       | Notas       |
| ---- | ---------------------------------------------- | ----------- |
| 2015 | Just be safe and sound                         | Productor   |
| 2016 | When I come out... be there                    | Coproductor |
| 2018 | Warm film                                      | Coproductor |
| 2020 | Roxanda                                        | Productor   |
| 2021 | Best Men and Bridesmaids                       | Director    |
| 2021 | Animus                                         | Productor   |
| 2021 | Wasteland                                      | Productor   |
| 2021 | Fear from butterflies (película de televisión) | Productor   |

### Teatro
| Año  | Obra de teatro        | Notas     |
| ---- | --------------------- | --------- |
| 2014 | Merlinka's Confession | Productor |
| 2018 | ... And the others    | Productor |
| 2019 | Fear from butterflies | Productor |
| 2022 | Femkanje              | Productor |